# 篠崎昇之助
篠崎 昇之助（しのざき しょうのすけ、1879年 - 1951年7月12日）は、日本、米国、朝鮮のジャーナリスト。玄洋社社員。

## 経歴
篠崎甚三郎の長男として福岡県に生まれる。1900年、福岡県中学修猷館を経て、1910年早稲田大学政治経済学科を卒業。
米国ニューヨークの邦字新聞日米週報、日英週報の記者を務めた後、九州日報（西日本新聞の前身）主筆に就任。1931年釜山日報社(戦前)の副社長兼主筆に就任する。
日本硬質陶器（現・ニッコー）取締役も務めている。